# NGC 5480
NGC 5480 é uma galáxia espiral (Sc) localizada na direcção da constelação de Ursa Major. Possui uma declinação de +50° 43' 30" e uma ascensão recta de 14 horas, 06 minutos e 21,5 segundos.
A galáxia NGC 5480 foi descoberta em 15 de Maio de 1787 por William Herschel.